# Купленный муж (фильм)
«Купленный муж» — российский художественный немой фильм режиссёра Якова Протазанова. Вышел на экраны 1 апреля 1913 года. Фильм не сохранился.

## Сюжет
Сюжет изложен в журналах «Сине-фоно» и «Вестник кинематографии» (1913).
Дочь аристократа князя Ордынского увлекается Борисом Ростовцевым, представителем золотой молодёжи. Через год Мария становится матерью. Ростовцев отказывается жениться на обесчещенной девушке. Отец за деньги подыскивает Марии мужа. Обедневший бывший помещик Брянцев соглашается стать фиктивным мужем. Мария относится к нему высокомерно.
Проходит три года. Дочь Марии опасно заболевает, ей требуется переливание крови. Брянцев предлагает свою кровь, ребёнок спасён. Мария начинает любить мужа. Однако теперь уже Брянцев отвергает её попытки установления отношений. 
Брянцев случайно сталкивается с Ростовцевым. Их стычка заканчивается вызовом на дуэль. Происходит американская дуэль. Брянцев смертельно ранен и умирает на руках у жены.

## В ролях
- Елена Смирнова — Мария Ордынская
- Александр Рудницкий — помещик Брянцев
- Владимир Кванин — князь Борис Ростовцев

## Съёмочная группа
Сценарист: С. Гарин
- Режиссёр: Яков Протазанов
- Оператор: Александр Левицкий
- Продюсер: Пауль Тиман
- Художник: Чеслав Сабинский

## Критика
Киновед Виктор Короткий утверждал: «Фильм … отмечен историками кино».
Историки кино Борис Лихачёв и Вениамин Вишневский отмечали первое в отечественном кино применение принципа фундуса. Борис Лихачёв писал: «Создание реалистического павильона … являлось крупным и значительным шагом в технике кинопроизводства».